# مارسيو روزا
مارسيو سالوماو برازاو روزا (ولد في 23 فبراير 1997) هو لاعب كرة قدم من الرأس الأخضر يلعب كحارس مرمى لنادي مونتاليجري البرتغالي.